# Destin
Destin es una ciudad ubicada en el condado de Okaloosa en el estado estadounidense de Florida. En el Censo de 2010 tenía una población de 12.305 habitantes y una densidad poblacional de 561,18 personas por km².

## Geografía
Destin se encuentra ubicada en las coordenadas 30°23′34″N 86°28′10″O / 30.39278, -86.46944, en la región conocida como mango de Florida, a la orilla del golfo de México. Según la Oficina del Censo de los Estados Unidos, Destin tiene una superficie total de 21.93 km², de la cual 19.92 km² corresponden a tierra firme y (9.17%) 2.01 km² es agua.

## Demografía

Beach in Destin, Florida

Según el censo de 2010, había 12.305 personas residiendo en Destin. La densidad de población era de 561,18 hab./km². De los 12.305 habitantes, Destin estaba compuesto por el 90.11% blancos, el 1.49% eran afroamericanos, el 0.29% eran amerindios, el 2.08% eran asiáticos, el 0.11% eran isleños del Pacífico, el 2.95% eran de otras razas y el 2.97% pertenecían a dos o más razas. Del total de la población el 6.47% eran hispanos o latinos de cualquier raza.